# D.D.D
D.D.D（ディーディーディー）は、かつて活動していた日本の女性アイドルグループ。

## 概要
- 全日本国民的美少女コンテスト出身。
- 2005年11月2日、ワーナーミュージック・ジャパンからテレビ朝日『着信アリ』主題歌「Heart」でCDデビュー。
- 2006年8月、1stアルバム「D.D.D」のリリースを最後に活動休止状態になる。
- 現在は全員オスカープロモーションを退所している。

## メンバー
- 後藤みゆう（ごとう みゆう、1988年11月16日 - 、東京都出身、O型）リーダー
- 坂本真里亜（さかもと まりあ、1990年6月29日 - 、大阪府出身、O型）
- 上杉梨紗（うえすぎ りさ、1991年4月27日 - 、愛媛県出身、O型）
- 落合真純（おちあい ますみ、1989年10月2日 - 、神奈川県出身、A型）

## ディスコグラフィ

### シングル
1. Heart（2005年11月2日）
  - テレビ朝日系金曜ナイトドラマ『着信アリ』主題歌
  - c/w 心の扉：NHK総合『サンデースポーツ』エンディング・テーマ
2. 願い〜wishing〜（2006年7月5日）
  - TBS系ドラマ30『新キッズ・ウォー2』主題歌

### アルバム
1. D.D.D（2006年8月9日）